# Misaoni pokus
U filozofiji, fizici i drugim znanostima, misaoni pokus (od njemačkog Gedankenexperiment) je pokušaj rješavanja nekog problema korištenjem snage ljudske imaginacije.